# Habroscelimorpha dorsalis media
Habroscelimorpha dorsalis media – podgatunek chrząszcza z rodziny biegaczowatych i podrodziny trzyszczowatych.
Takson ten opisany został w 1860 roku przez Johna Lawrence’a LeConte’a jako niezależny gatunek: Cicindela media. Później został on obniżony do rangi podgatunku Cicindela dorsalis, a współcześnie baza Carabidae of the World umieszcza go w rodzaju Habroscelimorpha.
Chrząszcz ten osiąga od 10,5 do 13,5 mm lub od 11 do 14 mm długości ciała, ubarwionego biało-mosiężnie. Głowa o dużych żuwaczkach oraz długich i smukłych czułkach. Boki spodu ciała i przedplecze biało owłosione. Odnóża długie i smukłe. Krętarze przedniej i środkowej pary bez szczecinek przedwierzchołkowych. Uda tylnej pary tak długie, że ponad ⅓ ich długości sięga poza tylny koniec ciała. Długość pazurków prawie tak duża jak ostatniego członu stóp. Boki pokryw samców prawie równoległe, samic nieco bardziej szeroko zaokrąglone. Na białych pokrywach obecny wzór z ciemnych linii.
Trzyszczowaty ten żyje na nadbrzeżnych plażach o jasnym piasku, na którym jego ubarwienie spełnia funkcję maskującą. Larwy rozwijają się w wykopanych w piasku norkach. Oba stadia drapieżne.
Historycznie podgatunek ten zasiedlał wschodnie wybrzeże Stanów Zjednoczonych, od południowego New Jersey po Miami. Notowany był ze stanów: Delaware, Floryda, Georgia, Karolina Północna, Karolina Południowa, Maryland, New Jersey i Wirginia. Na Florydzie podawany z hrabstw Alachua, Duval, Indian River, Nassau, Palm Beach i St. Johns. Współcześnie spotykany jest jedynie w rejonie Chesapeake Bay. Umieszczony na jest na federalnej liście gatunków zagrożonych. Zagraża mu głównie utrata siedlisk wskutek działalności ludzkiej i erozji plaż. Nowsze dane stwierdzają jego obecność jedynie na plażach Waites Island, Cherry Grove Beach, Huntington Beach, Isle of Palms, Folly Island, Seabrook Island i Edisto Beach.